# Vadim Kojinov
Vadim Valerianovici Kojinov (rusă: Вадим Валерианович Кожинов) (n. 5 iulie 1930, Moscova – d. 25 ianuarie 2001) a fost un critic literar rus și publicist.